# سیارک ۲۱۸۰۲
سیارک ۲۱۸۰۲ (به انگلیسی: 21802 Svoren، نامگذاری:1999TE6) بیست و یک هزار و هشتصد و دومین سیارک کشف شده‌است که در ۶ اکتبر ۱۹۹۹ کشف شد.
قدر مطلق سیارک برابر ۱۴.۸ است.